# Karin (mangá)
Karin (かりん) é uma série de mangá japonesa escrita e ilustrada por Yuna Kagesaki. A história é sobre uma garota vampira incomum, que em vez de beber sangue precisa injetá-lo em outras pessoas porque produz sangue em excesso. Chibi Vampire estreou na revista shōnen Monthly Dragon Age na edição de outubro de 2003 e foi publicada até fevereiro de 2008. Os capítulos individuais foram compilados pela Kadokawa Shoten em 14 volumes tankōbon. Em 2003, Tohru Kai começou a escrever uma série de light novel baseados no mangá, com Kagesaki fornecendo as ilustrações. A série de nove volumes foi publicada no Japão pela Fujimi Shobo.
Em 2005, uma adaptação para série de televisão em anime foi animada pela J.C.Staff e dirigida por Shinichiro Kimura. Com 24 episódios, a série foi ao ar no Japão na WOWOW de 4 de novembro de 2005 a 12 de maio de 2006. Esta série de anime tem uma história e um final semelhantes, mas com algumas diferenças.

## Enredo
Em pleno século XXI, em uma mansão sombria do distrito oeste (Japão), vive uma família de vampiros ocidentais, que saem apenas à noite para sugar sangue e apagam, da mente da vítima, a lembrança da mordida. No entanto, a segunda filha da família, Maaka Karin, tem um vergonhoso segredo que é escondido de humanos e vampiros. Ela não é uma vampira comum: ao invés de sugar, ela produz sangue continuamente e, de tempos em tempos, precisa transferir esse excesso a humanos, do contrário, ele sai dolorosamente pelo nariz. Além disso, diferentemente da família, ela sente o gosto da comida humana, é diurna (dorme de noite e acorda de dia), não se queima sob o sol, não enxerga no escuro e possui o olfato pouco apurado (não tendo, portanto, problemas com o forte cheiro do alho). Assim, ela tem uma vida normal de estudante colegial, até o estudante transferido Usui Kenta aparecer e causar uma multiplicação do sangue de Karin fora de época, ameaçando assim a tentativa dela de esconder sua identidade.

## Episódios
1. Transbordar.
2. Minha preferência.
3. Felicidade VS infelicidade.
4. Ser exposta.
5. Toda a minha família.
6. Minha mãe energética.
7. Ser caçada.
8. Ser descoberta.
9. Relembrar é...
10. Papai está muito...
11. É verão!É piscina!
12. Meu Onii-chan realmente.
13. Despertar.
14. Somente sós duas até o amanhecer.
15. Elda aparece!
16. A história de amor da Elda.
17. Adeus Elda.
18. O segredo do meu irmão.
19. Uma véspera de casal.
20. Essa é a primeira...
21. O que devo fazer?
22. Ser uma criança perdida.
23. Adeus
24. Sempre juntos

## Personagens
Karin Maaka (マーカ カリン, Māka Karin)
A protagonista é uma vampira ao contrário. Em vez de sugar sangue humano, ela produz sangue que em excesso, precisa ser injetado em humanos, e caso ela tente segurar, acaba por despejá-lo em forma de sangramento nasal. Vive na mansão dos Marker junto com seu pai Henry, sua mãe Carrera e seus irmãos Anju e Ren. Como ela é a única da casa que tem medo de escuro e não enxerga sem iluminação, precisa trabalhar para pagar a conta de luz. Possui grande habilidade culinária que aprendeu com a mãe de Maki. Não aceita morder seus amigos, e até impede Ren de morder a mãe de Kenta. Sua preferência sanguínea é a infelicidade. O sangue dela reage só de estar perto do infeliz Usui Kenta, o que causa rápido aumento de sangue nela que por vezes foge ao controle. Os dois, que são de espécies diferentes, se apaixonam e, para manter esse romance, enfrentam diversos problemas como a resistência da família Marker. No mangá, os pais de Karin chegam a proibi-la de ver Kenta porque, uma vez, a infelicidade de Kenta foi tamanha que colocou a vida de Karin em perigo pois ela perdeu três vezes mais volume de sangue que o normal e ficou desacordada por 6 dias.
Kenta Usui (健太臼井, Usui Kenta)
Um garoto humano, sério e tímido que é colega de classe de Karin. Ele descobre o segredo de Karin, mas promete guardá-lo e acaba se tornando o amigo mais próximo dela, protegendo-a e limpando suas hemorragias nasais. Ele não tem pai e mora em um pequeno apartamento na periferia do distrito oeste com a mãe. Ela não consegue permanecer muito tempo num mesmo emprego, mesmo assim não permite que o filho deixe de estudar para ajudar nas contas da casa. Frequentemente com fome e infeliz por não conseguir proteger nem ajudar a mãe, ele acaba causando o aumento do sangue de Karin, já que a preferência sanguínea dela é a infelicidade. Ela tenta fazê-lo feliz para que sua vida escolar não seja mais ameaçada, e passa a preparar-lhe marmitas que ele adora. Kenta trabalha no restaurante familiar Julian depois da escola, assim como Karin. Seus olhos são grandes e sua pupila é minúscula, o que faz seu olhar passar a impressão de raiva para as pessoas ao qual Karin acaba por se acostumar. No episódio 24, Karin acaba por mordê-lo, mas sua personalidade não se altera.
Anju Maakaマーカ アンジュ (Māka Anju)
É a irmã mais nova de Karin, considerada um prodígio no uso de morcegos, tendo também o dom de aprisionar almas em objetos. Anju é misteriosa e de poucas palavras. Seu melhor amigo é um boneco falante, chamado Boogie. Seu vestuário é de estilo victoriano: vestidos rodados e rendados, geralmente nas cores preta e branca. Ela começa como uma vampira não adulta, pode se expor durante dias nublados e não suga sangue (até o episódio 20), mas pode apagar as memórias das pessoas com morcegos, o que Karin não consegue, portanto Anju a ajuda quando precisa morder alguém. Anju se demonstra muito preocupada com a felicidade da irmã, e ao mesmo tempo muito abatida pelo fato da irmã tê-la trocado por Usui Kenta. No episódio 9, Anju tem uma série de Flashbacks que mostram como a irmã a protegia e era cheia de cuidados para com ela. Agora, com 11 anos, Anju decide retribuir. Ela vigia Kenta por vários dias com seus morcegos, e julgando-o confiável, o permite descobrir o segredo de Karin e não apaga sua memória (para que ele possa ajudar a irmã durante o dia, quando os Marker não podem sair). Depois, Anju vai se distanciando aos poucos para evitar que a irmã tenha que escolher entre ela e Kenta. Após Anju despertar e morder Maki, descobre-se que sua preferência sanguínea é a inveja. No mangá, sua preferência é a solidão, e a primeira pessoa que ela morde é um colega de classe.
Ren Maaka (マーカ レン, Māka Ren)
É irmão mais velho de Karin que aparenta não ligar muito para a família, principalmente para Karin, mas na realidade gosta muito das duas irmãs, apesar de demonstrar afeto apenas a Anju. Do tipo garanhão, só morde garotas entre 25 e 35 anos, e sua preferência sanguínea é o estress. Já estudou em uma escola só para meninos até seus instintos vampirescos despertarem. Foi lá que ele se "apaixonou" por um garoto que julgava ser uma garota (no episódio 18). No episódio, é difícil saber se ele realmente se apaixonou ou se aquilo era a atração de sua preferência sanguínea. Depois do incidente com o garoto, ele passou a odiar humanos. Ele tenta convencer Karin a morder Kenta e sua mãe, e ele mesmo já tentou morder Fumio Usui.
Maki Tokitoマキ時東ぁみ (Tokito Maki)
Melhor amiga de Karin desde o primário (humana), vive apoiando-a e dando conselhos. Se apaixona por Winner Sinclair, o caçador de vampiros (ela se declara para ele no episódio 23). Sua família tem uma livraria que ela costuma tomar conta. Maki não se lembra de ter ido à casa da amiga, pois a família de Karin teve que apagar suas memórias várias vezes por causa das visitas desastrosas.
Winner Sinclair (勝者シンクレア, Shin Kurea Shōsha)
um caçador de vampiros atrapalhado vindo dos EUA (esse personagem não existe no mangá). Possui falas e ações exageradas como se estivesse em um anime (coisa engraçada né? Já que ele está num). As garotas da escola babam por ele, mas ele não percebe pois só tem olhos para Karin. A família dele vem de uma grande geração de caçadores de vampiros e foi seu avô , Victor Sinclair que o treinou . Winner foi a primeira pessoa que Karin mordeu, e ele se lembra disso como um sonho em que Karin o teria beijado. Perturba Karin o tempo todo por considerá-la a menina dos seus sonhos, e tem Kenta como "seu inimigo declarado". Winner é descendente de AL (o amado de Elda) e é um personagem que não aparece no mangá.
Henry Marker (マーカ ヘンリー, Māka Henrī)
O pai de Anju, Karin e Ren, marido de Carrera. É super protetor com Karin, e se preocupa excessivamente com a relação entre ela e Kenta. Boogie, está sempre provocando-o sobre esse assunto que o transtorna. É filho único de Elda Maaka. Sua preferência sanguínea é a arrogância.
Carrera Marker (マーカ カレラ, Māka Karera)
É a mãe e comandante da casa dos Maaka. Prefere sangue de mentirosos, e costuma bebê-lo em uma taça como se fosse vinho fino. Assim como seres humanos, é uma nora que não tem boas relações com a sogra Elda. É muitas vezes uma mãe desligada, bastante autoritária, principalmente com seu marido Henry e sua filha Karin. Costuma batê-los fortemente com a pantufa quando, na sua opinião, os dois falam ou fazem alguma besteira, mas demonstra ter um coração mole no episódio 23.
Elda Marker (マーカ エルダ, Māka Eruda)
É a avó de Karin, mas  parece tão jovem quanto a neta, tendo a mesma aparência de Karin, exceto pelos cabelos compridos e peitos pequenos (se comparados aos da nora e da neta). Sua preferência sanguínea é o amor (pessoas que estão amando). Foi apaixonada por um humano, mas o pai de seu amado AL foi contra esse relacionamento, o prendeu para que não pudesse procurá-la mais, e disse a ela que AL a havia abandonado, mas Elda não acreditou e continuou esperando-o. Depois de muito tempo, ela desistiu. Ressentida, ela atacou a cidade toda, espalhou medo e terror entre os humanos. Os homens decidiram caçar Elda, e, durante a confusão, AL conseguiu escapar. Ele foi atrás dela e lhe explicou o que realmente acontecera. Durante a conversa, os homens da cidade os encontraram e puseram fogo na casa onde estavam. Elda, sem energia para fugir, pediu para AL fugir e se salvar, mas ele lhe ofereceu o pescoço ciente dos efeitos que isso poderia causar (ela já havia tentado mordê-lo uma vez, mas ele não a culpava por isso). Depois dela mordê-lo, todo o amor que ele sentia por ela desapareceu. AL chamou-a de monstro e tentou matá-la. Ela conseguiu fugir e sobreviver, mas passou a odiar humanos e por isso é totalmente contra o relacionamento entre Karin e Kenta (vampiros com humanos). Mais tarde ela descobriu, através de Victor Sinclair, que AL sobreviveu, que o efeito da mordida passou rapidamente e ele continuou amando-a, sendo castigado por isso, e trazendo vergonha ao pai que decidiu se tornar caçador de vampiros para cobrir a “falha” do filho. Para proteger a neta, Elda tenta morder Usui Kenta e se surpreende com o que acontece. Ela aparece pela primeira vez no episódio 15, sua história é detalhada no episódio 16, e no 17, ela sai à procura de um modo de transformar Karin em uma vampira normal. No mangá, não é relatada a existência de um romance entre Elda e um humano.
Boogie (ブギー, Bugī)
um boneco falante no qual está selado o espírito de um serial killer (isso é explicado apenas no mangá). Anju sempre o carrega consigo, ele é seu melhor amigo e conselheiro particular, tenta protegê-la da razão de sua tristeza (que não fica muito clara). Está sempre questionando e criticando os atos dos outros, por isso muitos o consideram irritante (entre eles, Karin).
Fumio  Usui (文雄臼井, Fumio Usui)
É a mãe de Kenta, uma mulher bonita e de ar melancólico que atraía homens de meia idade. Além de pobre, não conseguia permanecer muito tempo em emprego algum, porque suas colegas de trabalho a maltratavam, e os gerentes que inicialmente eram gentis, sempre acabavam querendo abusá-la sexualmente. Um dia, triste por ter sido demitida novamente, ela estava tão distraída que quase foi atropelada por um trem, mas foi salva por Karin que sente grande atração pela sua infelicidade e a morde sem saber quem era ela. Enquanto os efeitos da mordida duram, Fumio deixa de ser tão triste e consegue se tornar a pessoa otimista e confiante que sempre quis ser. No anime, ela termina conseguindo se fixar no emprego de garçonete no restaurante Julian (o mesmo lugar onde Kenta e Karin trabalham). Já no mangá, ela passa a trabalhar em um colégio de freiras (onde não há homens para importuná-la).

### Dublagem brasileira
- Karin Macca- Samira Fernandes
- Anju Macca - Flávia Narciso
- Steve Usui - Alex Minei

## Mídias

### Mangá
Escrito por Yuna Kagesaki, Karin foi serializado na revista Monthly Dragon Age da Fujimi Shobo, de 9 de abril de 2003 a 9 de fevereiro de 2008.  A série foi compilada em em 14 volumes tankōbon pela Kadokawa Shoten, lançados entre 25 de setembro de 2003 e 7 de abril de 2008. Uma história paralela criada por Kagesaki,Karin Gaiden: Nishi no Mori no Vampire (かりん外伝西の森のヴァンパイア, Karin Gaiden: Nishi no Mori no Vanpaiya), foi incluída na edição de junho de 2008 da revista Monthly Dragon Age.
| N.º | Data de lançamento      | ISBN              |
| --- | ----------------------- | ----------------- |
| 1   | 25 de setembro de 2003  | 4-04-712343-9     |
| 2   | 26 de fevereiro de 2004 | 4-04-712351-X     |
| 3   | 29 de junho de 2004     | 4-04-712362-5     |
| 4   | 28 de outubro de 2004   | 4-04-712376-5     |
| 5   | 25 de fevereiro de 2005 | 4-04-712390-0     |
| 6   | 29 de junho de 2005     | 4-04-712409-5     |
| 7   | 5 de outubro de 2005    | 4-04-712424-9     |
| 8   | 28 de março de 2006     | 4-04-712426-5     |
| 9   | 29 de agosto de 2006    | 4-04-712460-5     |
| 10  | 26 de dezembro de 2006  | 4-04-712474-5     |
| 11  | 28 de março de 2007     | 978-4-04-712486-8 |
| 12  | 7 de agosto de 2007     | 978-4-04-712505-6 |
| 13  | 6 de dezembro de 2007   | 978-4-04-712519-3 |
| 14  | 7 de abril de 2008      | 978-4-04-712539-1 |